# Гаджиево (пункт базирования)
Гаджиево — пункт базирования Северного флота России. Расположен в Сайда-губе, ЗАТО Скалистый, Мурманская область. В Гаджиево базируются атомные подводные лодки Северного флота. В состав пункта базирования входят причалы в городе Гаджиево (Ягельная губа) и в посёлке Оленья Губа (Оленья губа).
Пункт базирования был открыт в 1956 году и служил портом приписки для дизельных подводных лодок. С 1963 года в Гаджиево стали также базироваться атомные подводные лодки, в том числе затонувшая в 1986 году К-219. В 1995 году в Гаджиево чуть не произошла ядерная авария. 21 сентября в Гаджиево была прекращена подача электроэнергии, так как Министерство обороны задолжало Колэнерго внушительную сумму. Позже Правительство РФ принудило поставщика электроэнергии возобновить подачу электроэнергии.
По состоянию на 2010 год, в Гаджиево базируются 31-я (РПКСН пр. 667БДРМ)и 24-я (МПЛАТРК пр.971) дивизии 12-й эскадры подводных лодок, а также 29-я отдельная бригада подводных лодок (подводные лодки специального назначения) и 270-й гвардейский дивизион малых противолодочных кораблей. Также Гаджиево служит местом для хранения отработанного топлива из списанных подводных лодок.

## Подводные лодки и корабли, базирующиеся в пункте базирования Гаджиево

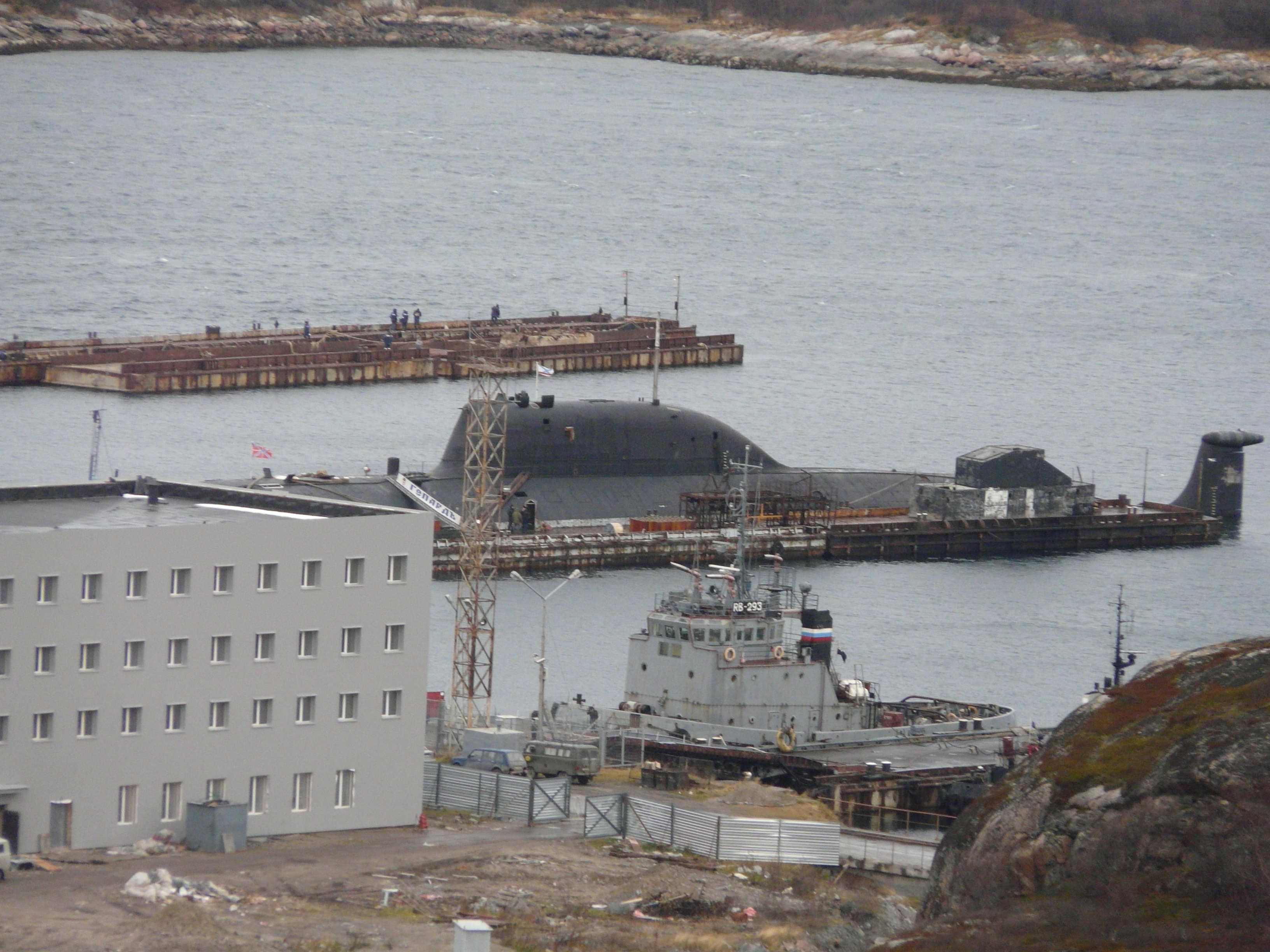
Вид на базу Гаджиево

В приведённом ниже списке могут быть уже вышедшие или готовящиеся к выходу из состава ВМФ подводные лодки. Данные приведены по состоянию на январь 2008 года.

### Оленья Губа
29-я дивизия подводных лодок
- АС-13 — атомная глубоководная станция проекта 1910. В составе флота с 1986 года[4].
- АС-15 — атомная глубоководная станция проекта 1910. В составе флота с 1991 года[4].
- АС-33 — атомная глубоководная станция проекта 1910. В составе флота с 1994 года[4].
- АС-21 — атомная подводная лодка специального назначения проекта 1851. В составе флота с 1991 года[4].
- АС-23 — атомная подводная лодка специального назначения проекта 1851. В составе флота с 1986 года[4].
- АС-35 — атомная подводная лодка специального назначения проекта 1851. В составе флота с 1995 года[4].
- АС-12 — атомная глубоководная станция проекта 10831. В составе флота с 1997 года[4].
- КС-129 «Оренбург» — атомная подводная лодка специального назначения проекта 09786. В составе флота с 1981 года. В ремонте[4].
- БС-64 «Подмосковье» — атомная подводная лодка специального назначения.

270-й гвардейский дивизион малых противолодочных кораблей (2-я дивизия противолодочных кораблей, 7-я бригада кораблей охраны водного района)
- МПК-14 «Мончегорск» — малый противолодочный корабль проекта 1124М. Бортовой номер 190, в составе флота с 1993 года. В ремонте[4].
- МПК-59 «Снежногорск» — малый противолодочный корабль проекта 1124М. Бортовой номер 196, в составе флота с 1994 года[4].
- МПК-194 «Брест» — малый противолодочный корабль проекта 1124М. Бортовой номер 199, в составе флота с 1988 года. В ремонте[4].
- МПК-203 «Юнга» — малый противолодочный корабль проекта 1124М. Бортовой номер 113, в составе флота с 1989 года[4].

### Ягельная Губа
12 эскадра подводных лодок в составе 18-й (базируется в Западной Лице), 24-й и 31-й дивизий ПЛ.
24-я дивизия подводных лодок
- К-154 «Тигр» — атомная подводная лодка проекта 971. В составе флота с 1993 года[4].
- К-157 «Вепрь» — атомная подводная лодка проекта 971. В составе флота с 1995 года[4].
- К-317 «Пантера» — атомная подводная лодка проекта 971. В составе флота с 1990 года[4].
- К-328 «Леопард» — атомная подводная лодка проекта 971. В составе флота с 1992 года[4].
- К-335 «Гепард» — гвардейская атомная подводная лодка проекта 971. В составе флота с 2001 года[4].
- К-461 «Волк» — атомная подводная лодка проекта 971. В составе флота с 1991 года[4].

31-я дивизия подводных лодок
- К-496 «Борисоглебск» — атомная подводная лодка с баллистическими ракетами проекта 667БДР. В составе флота с 1977 года. На утилизации.
- К-18 «Карелия» — атомная подводная лодка с баллистическими ракетами проекта 667БДРМ. В составе флота с 1989 года[4].
- К-51 «Верхотурье» — атомная подводная лодка с баллистическими ракетами проекта 667БДРМ. В составе флота с 1984 года[4].
- К-84 «Екатеринбург» — атомная подводная лодка с баллистическими ракетами проекта 667БДРМ. В составе флота с 1985 года. В ремонте[4].
- К-114 «Тула» — атомная подводная лодка с баллистическими ракетами проекта 667БДРМ. В составе флота с 1987 года[4].
- К-117 «Брянск» — атомная подводная лодка с баллистическими ракетами проекта 667БДРМ. В составе флота с 1988 года[4].
- К-407 «Новомосковск» — атомная подводная лодка с баллистическими ракетами проекта 667БДРМ. В составе флота с 1990 года.
- К-535 «Юрий Долгорукий» — атомная подводная лодка с баллистическими ракетами проекта 955. В составе флота с 2013 года.